# 阿明·费
阿明·费（德語：Armin Veh，1961年2月1日—）是一位德国前足球运动员及现任足球教练，自2015-16赛季起执教德甲俱乐部法兰克福。

## 球员生涯
阿明·费的球员生涯始于奥格斯堡，然后从1979年至1983年间为门兴格拉德巴赫效力。他曾随门兴格拉德巴赫杀入1980年欧洲联盟杯决赛，但最终不敌法兰克福而屈居亚军。
1983年，阿明·费转会至瑞士俱乐部圣加伦为期一个赛季，并在一年后返回门兴格拉德巴赫。1985年，他又回到奥格斯堡，直至1987年7月转投同城俱乐部施瓦本奥格斯堡。但他在后者仅停留了四个月便离开，于同年11月开始代表拜罗伊特参加德乙联赛。至1990年11月，阿明·费因健康原因在当地挂靴。在球员生涯期间，他共参加过65场德甲联赛（射入3球）、60场德乙联赛（1球）和18场瑞超联赛。

## 经理生涯
1987年，阿明·费受游戏厅经营者彼得·埃巴（Peter Eiba）之邀，开始担任后者下属、位处第八级别联赛的俱乐部奥格斯堡小丑（BC Harlekin Augsburg）的经理。其长远目标是升入德甲联赛。随着奥格斯堡小丑先后被并入施瓦本奥格斯堡和奥格斯堡，阿明·费也先后在这两家俱乐部担任经理。至1990年，他结束了自己在奥格斯堡的经理岗位，并成为该俱乐部的主教练。

## 教练生涯
作为主教练，阿明·费在1990年至1995年间执教巴伐利亚联赛俱乐部奥格斯堡，并率队于1994年升入地区联赛。自1996年起，他又在另一支地区联赛俱乐部菲尔特任教，首场比赛便以2比0击败乌尔姆。在1996-97赛季，菲尔特在阿明·费的率领下以第二名完赛，成功升入德乙。此外，他还率队杀入德国杯十六强，但被卡尔斯鲁厄以3比1所淘汰。1997年10月14日，阿明·费离开菲尔特，他在该队的最后一场比赛是1997年10月6日以0比1不敌纽伦堡。

### 罗伊特林根
从1998年7月至2001年12月，阿明·费担任的是罗伊特林根主教练。他的首场比赛是以2比0战胜斯图加特二队。罗伊特林根在1998-99赛季的最后一场胜利是在第28轮击败拜仁慕尼黑二队，当时他们离德乙附加赛区域尚有2分的差距。而在赛季的最后六场比赛中，它们仅取得2平4负，最终以距离德乙附加赛12分的成绩完赛。在随后的赛季里，罗伊特林根在全部34场比赛中取得28胜，球队射入102球及积87分的成绩也创造了地区联赛南区的新纪录。于是他们排积分榜头名完赛，以领先亚军26分的优势升入德乙。在2000-01赛季，阿明·费率领罗伊特林根在德乙以第七名完赛，虽以落后10分的劣势无缘升级附加赛，却在德乙站稳了阵脚。而俱乐部在随后的赛季也没有遇到降级危险。然而在2001年12月12日，他却突然宣布离职，并接任当时位处德甲的东部俱乐部汉莎罗斯托克主教练。阿明·费在罗伊特林根的最后一场比赛是以1比2不敌施韦因富特。

### 汉莎罗斯托克
2002年1月3日，阿明·费在汉莎罗斯托克履新，他的首场比赛是对阵勒沃库森。2001-02赛季的下半程的走势令人失望（客场1分未得），罗斯托克直至第33轮才确定保级，而在德国杯则进入了十六强。在2002-03赛季的上半程，汉莎曾一度位居德甲积分榜次席。然而这种成功是短暂的，甚至在冬歇期前他们便发现自己已陷入保级混战。保级资格再度至第33轮以3比0战胜比勒费尔德后确定。而阿明·费的球队在2003-04赛季的头几场比赛持续转差，他于2003年10月6日在四连败后辞职。

### 奥格斯堡
2003年10月13日，阿明·费再次成为当时位处地区联赛的奥格斯堡的主教练。他决定执教低级别球队的理由是希望未来能与居住在奥格斯堡的家庭更为接近，他的首场比赛是以0比0战平拜仁慕尼黑二队。阿明·费率队在2003-04赛季以第四名完赛（接手时仅居积分榜中游），奥格斯堡因此仅以微弱劣势未能晋级德乙。而2004-05赛季的开局却未如理想，因此阿明·费的职位在2004年9月27日被莱纳·霍格尔所取代。他的最后一场比赛是以0比3不敌阿伦。

### 斯图加特的冠军教练

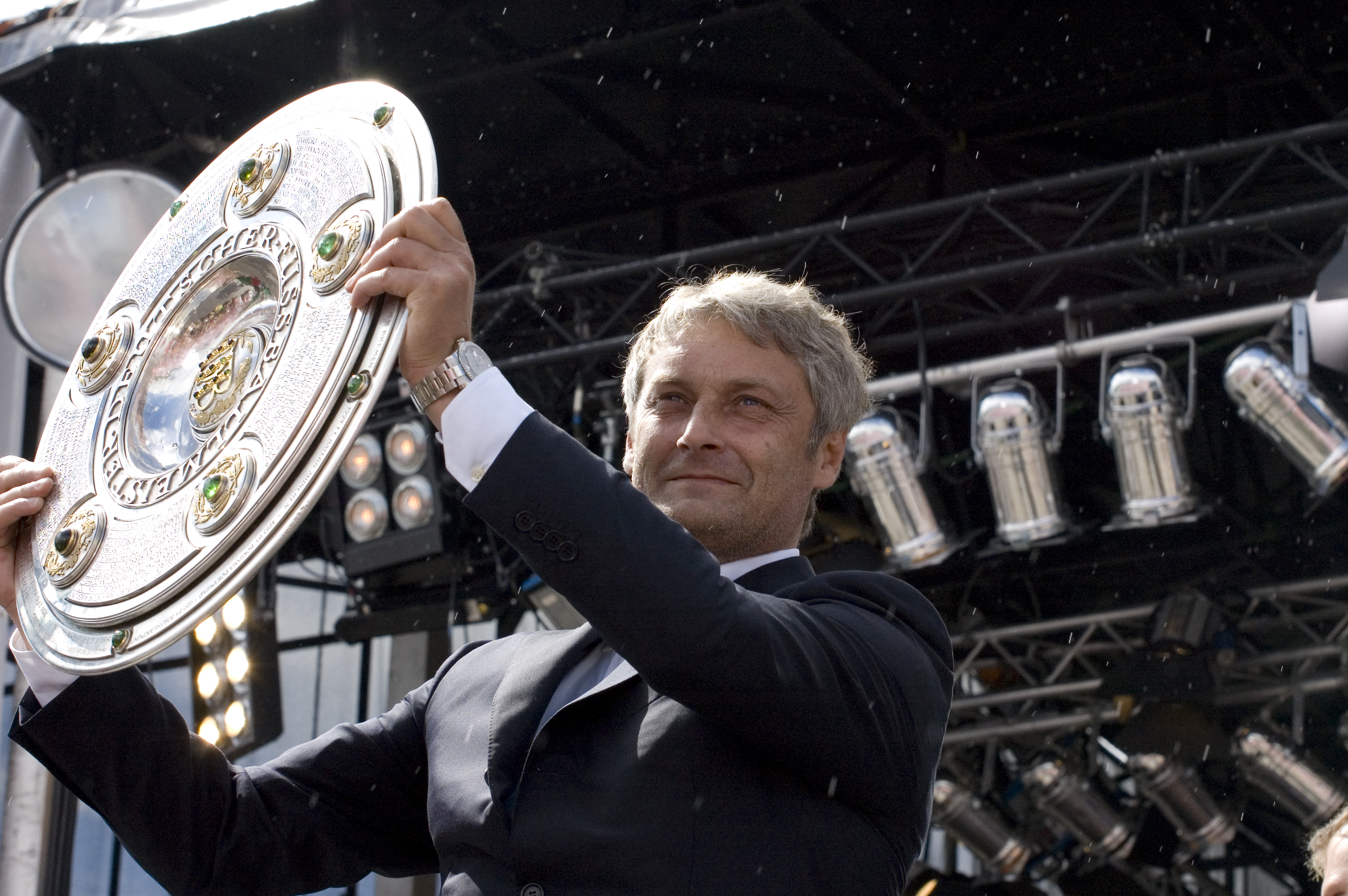
阿明·费高举德国足球冠军银盘（2007年）

此后阿明·费有将近一年半的时间没有工作，直至在2006年2月被德甲俱乐部斯图加特聘为原主教练吉奥瓦尼·特拉帕托尼的继任者。他的首场比赛是在2005-06赛季德甲第21轮以1比2不敌比勒费尔德。他与俱乐部最初仅至6月的短期合同很快就在2006年4月18日被延长一年，直至2007年夏天止。然而他任期的前半程是困难的，阿明·费与他的球队在欧洲联盟杯被淘汰出局，斯图加特在2005-06赛季德甲也仅以第九位完赛。
在2006-07赛季，阿明·费和俱乐部的新任经理霍斯特·赫德特签入了一些新球员。至冬歇期，斯图加特已经位居积分榜第四位。2007年1月，他的合同被再延长一年，至2008年6月止。球队在赛季下半程继续保持良好势头，并在第33轮比赛过后升至积分榜首。随着他们在最后一轮以2比1击败科特布斯，斯图加特得以加冕2007年的德国足球冠军。同时，球队也进入了德国杯决赛，但在对阵纽伦堡的比赛中战至加时赛以2比3惜败。在阿明·费的治下，一些球员诸如帕韦尔·帕尔多、罗伯托·希尔伯特、托马斯·希策尔斯佩格和马里奥·戈麦斯等都已发展成德甲明星。
2007-08赛季又重返相当困难的轨迹。球队在欧洲冠军联赛小组赛遭遇五连败后才在末战取得一场胜利。同时他们在联赛中的状态也非常慢热，在十轮比赛过后仅位居第十四。不过，斯图加特在赛季结束时仍能以第六名完赛，从而获得一个国际托托杯的参赛名额，并藉此入围欧洲联盟杯。
当2008-09赛季的斯图加特在14轮过后仅居第十一位时，阿明·费最终于2008年11月23日下课。分手是在球队与沃尔夫斯堡的比赛过后宣布的，当时他正带队训练。

### 沃尔夫斯堡
2009年7月1日，阿明·费成为菲利克斯·马加特的继任者，同时身兼德甲冠军俱乐部沃尔夫斯堡的主教练、体育总监及总经理，并签订了一份期至2011年6月30日止的合同。他的首场比赛是在德国杯首轮以4比1击败韦恩威斯巴登。2010年1月初，迪特尔·赫内斯接掌了阿明·费的经理职务。经过九场比赛无一胜绩，并接着以2比3不敌科隆后，沃尔夫斯堡董事会于2010年1月25日将他解雇。

### 汉堡
2010年7月1日，阿明·费就任汉堡主教练，首场比赛即在德国杯首轮以5比1大胜托尔格洛狮鹫。他签订了一份期至2012年6月30日届满的合同，其中载有可于一年后单方面终止合同的选项。他在2011年3月8日便使用这个退出条款，并宣布自2011年夏季起不再适用。分手原因是俱乐部体育主管和董事会主席之间的持续内讧导致汉堡在赛季过程中混乱不断，因此俱乐部也无法获得清净：“在我看来人们无法在俱乐部开展工作。这里发生的事情已与足球无关，但那（后者）却是我的工作。我不适合留在这里。”汉堡困难的竞技形势，例如在辞职前一轮主场以2比4不敌欧洲联赛参赛名额的直接竞争对手美因茨05（与积分榜第五名的差距拉大至5分），阿明·费也认为这不是使他作出决定的主要原因。至2011年3月13日，在汉堡以0比6惨败于拜仁慕尼黑后，阿明·费从俱乐部离开。

### 法兰克福
在2011年夏休期，阿明·费接受了当时身处德乙的法兰克福的邀请，接替克里斯托弗·道姆成为新任主教练。他的首场比赛是以2比1击败菲尔特。在2011-12赛季结束时，他率领球队升入了德甲。在此之前，他还延长了与俱乐部的合同直至2013年6月30日止。在成功升级的一年后，他又率领法兰克福以德甲第六名的身份获得欧洲联赛参赛资格。阿明·费于2013年3月25日再度延长了合同直至2014年，但要求俱乐部在队内投入更多的资金。其后他在2014年3月宣布，因俱乐部无法满足自己的要求，2013-14赛季结束后不会与法兰克福续签合同。

### 重返斯图加特
2014年5月12日，阿明·费与斯图加特签订了一份自2014-15赛季起、为期十二个月的执教合同。他的首场比赛是以0比2不敌波鸿。随后当俱乐部的体育总监弗雷迪·博比奇于2014年底离职后，他又与体育主管约亨·施耐德共同临时接手俱乐部的体育管理工作。至2014年11月，阿明·费在球队以0比1不敌奥格斯堡后再次宣布辞职。斯图加特在此前的12轮联赛只拿到9分，并在德国杯首轮出局，创下了俱乐部40年来的最差开局。

### 重返法兰克福
在托马斯·沙夫辞任法兰克福主教练后，该俱乐部在2015年6月宣布，阿明·费将重返球队担任主教练，合同期至2017年。

## 执教数据
最後更新：2014年11月25日
| 俱乐部       | 自             | 至             | 成绩 | 成绩 | 成绩 | 成绩 | 成绩  | 成绩  | 成绩 | 成绩  | 成绩                               |
| 俱乐部       | 自             | 至             | 场   | 胜   | 平   | 负   | 得    | 失    | 差   | 胜%   | 注                                 |
| ------------ | -------------- | -------------- | ---- | ---- | ---- | ---- | ----- | ----- | ---- | ----- | ---------------------------------- |
| 奥格斯堡     | 1990年7月1日   | 1995年6月30日  | 171  | 83   | 37   | 51   | 297   | 220   | +77  | 48.54 |                                    |
| 菲尔特       | 1996年7月1日   | 1997年10月15日 | 48   | 27   | 10   | 11   | 91    | 51    | +40  | 56.25 | [ 6 ] [ 8 ]                        |
| 罗伊特林根   | 1998年7月1日   | 2001年12月12日 | 122  | 64   | 28   | 30   | 256   | 144   | +112 | 52.46 | [ 10 ] [ 52 ] [ 53 ] [ 15 ]        |
| 汉莎罗斯托克 | 2002年1月3日   | 2003年10月6日  | 62   | 18   | 14   | 30   | 80    | 106   | −26  | 29.03 | [ 17 ] [ 19 ] [ 20 ] [ 54 ]        |
| 奥格斯堡     | 2003年10月13日 | 2004年9月27日  | 31   | 12   | 9    | 10   | 51    | 43    | +8   | 38.71 | [ 23 ] [ 24 ] [ 55 ]               |
| 斯图加特     | 2006年2月10日  | 2008年11月23日 | 125  | 63   | 20   | 42   | 211   | 176   | +35  | 50.40 | [ 27 ] [ 28 ] [ 56 ] [ 57 ] [ 58 ] |
| 沃尔夫斯堡   | 2009年7月1日   | 2010年1月25日  | 27   | 9    | 7    | 11   | 50    | 50    | +0   | 33.33 | [ 34 ] [ 59 ]                      |
| 汉堡1        | 2010年7月1日   | 2011年3月13日  | 27   | 12   | 4    | 11   | 42    | 43    | −1   | 44.44 | [ 37 ] [ 60 ]                      |
| 法兰克福     | 2011年5月30日  | 2014年5月12日  | 119  | 54   | 28   | 37   | 197   | 153   | +44  | 45.38 | [ 41 ] [ 61 ] [ 62 ] [ 63 ]        |
| 斯图加特     | 2014年5月12日  | 2014年11月23日 | 13   | 2    | 3    | 8    | 14    | 28    | −14  | 15.38 | [ 46 ] [ 56 ]                      |
| 法兰克福     | 2015年6月14日  | 当前           | 0    | 0    | 0    | 0    | 0     | 0     | +0   | —     | [ 61 ]                             |
| 总计         | 总计           | 总计           | 745  | 344  | 160  | 241  | 1,289 | 1,014 | +275 | 46.17 | —                                  |

- 1.^ 并未执教汉堡在德国杯第二轮对阵法兰克福的比赛。[64]

## 荣誉
- 德国足球地区联赛冠军：2000年（随罗伊特林根）
- 德国足球冠军：2007年（随斯图加特）
- 德国足球年度最佳教练：2007年